# Peugeot SV
 (novembre 2018).
Si vous disposez d'ouvrages ou d'articles de référence ou si vous connaissez des sites web de qualité traitant du thème abordé ici, merci de compléter l'article en donnant les références utiles à sa vérifiabilité et en les liant à la section « Notes et références ».
Le Peugeot SV est un cyclomoteur produit par Peugeot Motocycles de 1992 à 2004. Décliné en 5 motorisation : 50, 80, 100, 125 et 250 cm3, il succède à la gamme Peugeot SC.

## Histoire
Propulsé sur le marché du scooter dès le milieu des années 80, Peugeot avait besoin de remplacer son ancienne gamme robuste mais vieillissante de scooter Peugeot ST et SC pour mieux se positionner face à la concurrence. Ainsi Peugeot a renouvelé complètement sa gamme de scooter, avec le SV se positionnant en haut de gamme, suivit par les Buxy et zénith.
Toute la gamme SV recevra un équipement complet avec frein avant à disque hydraulique (sauf le SV 50 J qui conservera un tambour à l'avant), d'un starter automatique, coffre sous la selle, boite à gants, tableau de bord avec compteur, jauge à essence avec témoin de réserve, témoin d'huile, de direction, de feux de route et d'un démarreur électrique.
Relativement léger et agile, il est parfait pour un usage urbain. Le succès fut immédiat, surtout chez les coursiers et jeunes actifs pour les modèles 80 et 125 cm3 cherchant un moyen de locomotion pratique pour se faufiler entre les voitures. Chez les jeunes, le succès est un peu moins flagrant notamment en raison de son prix assez élevé. Les jeunes préfèrent les Buxy et Zénith, moins chers et avec un look branché.
Les titulaires du permis B depuis plus de deux ans pouvant conduire des motos et scooters de moins de 125 cm3 depuis 1997, Une nouvelle motorisation 2 temps 100 cm3 voit le jour en 1997 en remplacement du 80.
En 2002 Peugeot élargit sa gamme et sort le SV 250 cm3 mais qui n'a plus grand chose à voir avec ses petits frères. Copie conforme du Honda Foresight, il est désormais propulsé par un moteur 250 cm3 4 temps à refroidissement liquide développant près de 20 ch. Ce modèle pèse tout de même 150 kg mais reste maniable. Il est en quelque sorte le précurseur des maxi-scooters modernes.
Sa production s'arrête en 2003 et sera remplacé par l'Elyseo.

## Caractéristiques

### SV 50
Monocylindre 2 temps refroidi par air - 49,1 cm³ (40 x 39.1 mm) - 5 ch à 6500 tr/min - Allumage électronique - Transmission automatique à variateur et finale par engrenages - Cadre monotube - Suspensions av. et ar. oscillantes - Freins av. à disque hydraulique et ar. à tambour - Pneus 90/90 × 10" - carburateur Gurtner 14 à starter automatique - 80 kg à vide - 50 km/h de vitesse de pointe.

### SV 80
Monocylindre 2 temps refroidi par air - 79.6 cm³ (48 x 44 mm) - 7 ch à 6500 tr/min - Allumage électronique - Transmission automatique à variateur et finale par engrenages - Cadre monotube - Suspensions av. et ar. oscillantes - Freins av. à disque hydraulique et ar. à tambour - Pneus 100/90 × 10" - carburateur Keihin à starter automatique - 86 kg à vide - 80 km/h de vitesse de pointe.

### SV 100
Monocylindre 2 temps refroidi par air - 100 cm³- (50,6×47,9)- Allumage électronique - Transmission automatique à variateur et finale par engrenages - Cadre monotube - Suspensions av. et ar. oscillantes - Freins av. à disque hydraulique et ar. à tambour - Pneus 100/90 × 10" - carburateur Keihin à starter automatique - 90 kg à vide -  90 km/h de vitesse de pointe.

### SV 125 (1991-94)
Monocylindre 2 temps refroidi par air - 124,5 cm³ (55 x 52.4 mm) - 8.5 ch / 6.27 kw à 7000 tr/min - Allumage électronique - Transmission automatique à variateur et finale par engrenages - Cadre monotube - Suspensions av. et ar. oscillantes - Freins av. à disque hydraulique et ar. à tambour - Pneus 100/90 × 10" - carburateur keihin à starter automatique - 94 kg à vide - 91 km/h de vitesse de pointe.

### SV 125 L (1995-98)
Monocylindre 2 temps refroidi par air - 124,5 cm³ (55 x 52.4 mm) - 9.5 ch / 7,1 kw à 6300 tr/min - Allumage électronique - Transmission automatique à variateur et finale par engrenages - Cadre monotube - Suspensions av. et ar. oscillantes - Freins av. à disque hydraulique et ar. à tambour - Pneus 100/90 × 10" - carburateur dell'orto 18 à starter automatique - 106 kg à vide - 91 km/h de vitesse de pointe.

### SV 250
Monocylindre 4 temps refroidissement liquide  - 250 cm3. 29,8 ch - Transmission automatique à variateur et finale par engrenages - Freins av. à disque hydraulique et ar. à tambour - 150 kg à vide - 126 km/h de vitesse de pointe.